# Sárkány Győző
Sárkány Győző (Súr, 1951. július 7. –) magyar Érdemes Művész, Ferenczy Noémi-díjas grafikus, a HUNGART Egyesület elnöke, a Magyar Alkotóművészek Országos Egyesületének alelnöke. Az autonóm grafika mellett könyvillusztrációval is foglalkozik. Főbb művei: 50 illusztrált könyv, Rostand-, Verne-, Madách-, Radnóti- illusztrációk. Tanulmányutakon járt Olaszországban, Japánban, Kolumbiában, Chilében, Dél-Afrikában és Svájcban. Ezek az utak a keleti és a nyugati művészetről való felfogását nagyban meghatározták.

## Életútja
Sárkány Győző több szakaszra osztható grafikai munkássága az 1980-as évek elején indult. „Első korszakára egy sokadik hatványú szürrealizmus jellemző: appercepciós készség birtokában egy sajátos transzcendens irodalmi kategória hasonlatával élve – mikrorealizmus.” (Frank János) 
Részletgazdag grafikáit egyrészt a pop art (gyűrt felületek, zsúfolt képtér) ihlette, másrészt megérintették a magyar rajzművészet klasszikus hagyományai is.
„Ezek a korai, aprólékosan megrajzolt tájfragmentumokat, tankroncsok temetőjét, madarakat, az Esterházy Madonna részletét megidéző, szépséget-gyengédséget és erőszakot-háborút szembeállító alkotásai a popon kívül a hiperrealizmus tárgyfetisizmusával, montázs jellegű kompozícióival is kapcsolatba hozhatók.” (Lóska Lajos)
Ezen időszak fő jellemzője az erkölcsi mondanivaló és a gondosan kidolgozott, bravúros vizuális megjelenítés összehangolása, amely 80-as évek végén a düreri tradíciót felelevenítő műveiben folytatódik (AD emlékére I-II.).
A kilencvenes évek elejétől a grafikákon és a szitanyomatokon egymás mellett jelentkeznek a nagyméretű, kiegyensúlyozott geometrikus formák és az absztrakt expresszionizmushoz kapcsolódó gesztus jellegű, szétfröccsenő, dinamikus megoldások, például a Misztrál I-II., a Légvonal I-III. (1995), a Sztratoszféra I-II. (1996), a Mandelbrod I-II. (1997) című alkotásai. Pasztell és egyedi grafikai lapjain pedig újra visszatér a meggyőző rajztudását demonstráló kompozíciók sora (Változat I-III. 1996).
Illusztrátori munkásságát mintegy 50 illusztrált könyv jelzi, melyet a szakma számos díjjal is elismert (Rostand, Verne, Madách, Radnóti). 1997–1998 között 300 Verne illusztrációt készített, és ő tervezte a könyvsorozat 75 kötetét is. Illusztrációit az átgondolt kompozíciós szerkesztés és a virtuóz rajztudás teszi különösen izgalmassá. Mindig nagy figyelmet fordított az irodalmi mű szellemiségének hiteles ábrázolása és a saját művészi felfogása közötti egyensúly megteremtésére. E közelítésmódot tükrözik többek között Sillanpää: Hiltu és Ragnar (1998), Brjuszov: Márványfejecske (1990), Schmuckler:
Rekviem Theophilért (1991), Rostand: Sasfiók (1993) című műveihez készült illusztrációi éppúgy, mint az Unikornis Kiadónál megjelent sorozatokhoz (Magyar dráma gyöngyszemei, 1994) és a már említett Verne-szériához 1998-ban készített rajzai. Illusztrációs tevékenységét 1997-ben Ferenczy Noémi-díjjal ismerték el.
Sárkány Győző munkásságában a több műfajt felölelő képgrafika és illusztráció mellett művészkönyvek (öntött művészkönyvek), papírplasztikák is találhatók (például Híranyag, 1994; Dürer könyv, 1995; Jeles könyv, 1995). 2000-től kezdődő tanulmányútjainak hatására munkásságában egyre jobban tetten érhető a nyugati és keleti kultúra speciális jelenségeinek összehangolása, az eltérő világképek közös kontextusba helyezése. Az egyes művészettörténeti stíluskorszakok, irányzatok (reneszánsz, barokk, szürrealizmus, stb.) jellegzetességeit ekkor kezdte ötvözni a prehisztorikus kultúrák és archetipikus képek különleges formavilágával. Az ősi maszkok és „testmaszkok” megjelenítése
művészi közelítésmódjának és gondolkodásának új korszakát nyitotta meg, mindvégig szoros összefüggésben és egységben korábbi munkásságával. A 2008-ban, a Gaál Imre Galériában megrendezett Leporelló című kiállítása különféle alakzatokat és gondolatköröket kapcsolt össze, mint a Körmonolit, Oválismonolit, Tömbmonolit, Arc, Maszk, Testmaszkok és a Relativitás. Ebben a témakörben mintegy 500 rajzot készített. A művek formai megoldásai egységes elv szerint nem rendszerezhetők, mert a mértani alakzatokban is fellelhetők az organikus mikrostruktúrák, valamint a heveny összefonódások és ívelések barokkjában is rátalálunk a zárt geometrikus szerkezetek hideg biztonságára. Csupán a grafitceruza és a fehér papír már elegendő a művésznek, hogy ezt az árnyalatokban és formarendekben kiapadhatatlanul örvénylő, sodródó, felerősödő és elhalkuló, halványodó és sötétekbe fúló zenei világot megteremtse.
„Művei leginkább vizuális esszéknek tekinthetők, hiszen a teljességet, a dolgok minél több oldalának megmutatását, s ezáltal a tudást keresik. Sárkány Győző a valóság rejtett struktúráit kutatva grafikáiban saját gondolatmenetének alaptételeit fogalmazza meg. Az egyes képeiből felépített sorozatok egy olyan filozófiai rendszerré állnak össze, amely az elmélyült munkamódszer meditatív monotonitásával kutatja a véges emlék és a mérhetetlen idő eszményét, valamint a feltáró és elrejtő attitűd között egyensúlyozva, geometriai szabályok segítségével, spirituális tartalmakat közvetít.” (Szeifert Judit)
Sárkány Győző nemcsak művészként, hanem művészeti szervezőként is fontos szereplője a kortárs magyar művészeti életnek. 1994-től alapító elnöke a Magyar Illusztrátorok Társaságának. 14 katalógust adott ki és két díszvendégséget szervezett – 1999-ben a frankfurti könyvvásáron és 2006-ban a bolognai könyvvásáron – ahol a magyar illusztráció-művészet reprezentatív módon mutatkozott be a világ előtt. 2000-től alelnöke a Magyar Alkotóművészek Országos Egyesületének, és 2003-tól elnöke a Hungart Egyesületnek, ahol 38 művészeti kismonográfiát adott ki a kortárs képző-, ipar- és fotóművészet témakörében. 2005-ben alapító tagja és alelnöke a Magyar Képző- és Iparművészeti Társaságok Szövetségének. 2014-től a Magyar Művészeti Akadémia Köztestületi Tagok képviselője.
2012-ben a MAOE művészeti szalon típusú kiállításainak egyik elindítója, a kiállítások tematikájának ötletgazdája és egyben látványterveik, installációjuk, katalógusaik tervezője. Ezekhez a tárlatokhoz minden alkalommal egy, a hagyományos téri viszonylatok közül kilépő karakteres projektet, installációt is kapcsolt. 2013-ban a Négy elem című kiállítás-sorozat Víz alatti tárlatának koncepcióját dolgozta ki, amely egyedülálló, rendhagyó és stílusteremtő esemény volt. A 2014-es Labirintus kiállítást a Művészet Malom udvarán felépített monumentális installációs rendszer, a 63 négyzetméter alapterületű Labirintus ház kísérte, melynek falaira a 610 alkotó eredeti műveinek digitalizált másolatai kerültek fel, többszörös ismétlődésükkel felerősítve a labirintus-élményt. A 2015-ös Harmónia kiállításhoz kapcsolódott a V8 Városi uszoda épületén elhelyezett 500 négyzetméteres építészeti installáció, 11 művész 6×6 méteresre nagyított alkotásával, valamint a Harmónia-Tér-Kép 1×1,8×12 m-es installációs rendszere, amelyben a műveket és az alkotók portréját egy 15×15 cm-es négyzetlap két oldala dokumentálta. Ezek a projektek lehetőséget teremtettek a szorosan vett kiállításból való kilépésre, annak hatókörét térben és időben is kiterjesztve. A 2017-ben a szegedi Reök-palotában megrendezett Káosz és rend kiállításba a speciális téri viszonyokhoz igazodó körüljárható installációs rendszert tervezett.
Sárkány Győző munkásságának összetettségét nem csupán a különféle műfajok, hanem stílusának sokfélesége, ha úgy tetszik, posztmodern jellege is bizonyítja. Minden egyes munkája míves és átgondolt, öntörvényű műalkotás.
A reformáció 500. évfordulója alkalmából Bálványok bukása / 50 kép – 50 gondolat címmel különösen izgalmas műegyüttest alkotott a Gaál Imre Galériában rendezendő reprezentatív tárlathoz. A kiállítás koncepciója szerint az 50 rajz mellé 50 gondolat (művészek, írók, tudósok, zenészek stb. írásai) is társul, mintegy a képek „szellemi installációjaként”. Már a grafikai lapok léptéke (100×70 cm-es lemezlitográfia) is jelentős szuggesztív erőt képvisel, s a kiállítás fekete-fehérben tartott vizuális képe egzaktságában is elegáns és ünnepélyes. A kompozíciók szerkezetéből adódó dinamizmus, a formák szabad áramlása a kontinuitás érzetét kelti s a sorozat darabjait tartalmi egységbe foglalja. A reformációhoz kapcsolódó művek alapsejtjei most is azok a vonalak és jellegzetes formák, kultúrtörténeti idézetek, melyek Sárkány Győző művészetének állandó jelzőiként újra meg újra feltűnnek alkotásain. Szimbólumteremtő erejű kompozícióit szándékolt kettősség hatja át, a rejtőzködés és feltárulkozás, a rejtettség és felfedezettség dichotómiáját a lágy és kemény vonásnyalábok, az üresen hagyott és elfedett, besatírozott területek komplex rendszere közvetíti.
A tér és idő a maga konkrétságában nem befolyásolja ezt a művészi világot, melyben történeti, filozófiai és teológiai gondolatkísérletek, stílus- és műidézetek, parafrázisok az egyidejűség megkérdőjelezhetetlen evidenciájában állnak előttünk. E kiállítás képei és a külön teremben látható kép-szöveg profán ikonosztáz egy speciális Gesamtkunst-kísérletként arra is figyelmeztet, hogy a reformáció a felelősség szabadságát és terhét is ránk ruházta. Múlt és jövő kapujába állított bennünket, hogy éber és tisztaszívű őrei legyünk jelenünknek.
Sárkány Győző 2020-ban több helyszínen rendezett kiállítást Trianon Anzix címmel a sorsfordító történelmi esemény 100. évfordulójához kapcsolódva.
A kiállítás a 100. évfordulót 100 fekete-fehér grafikai lappal (vegyes technika, 70×50 cm) idézi meg. Az országot ért döbbenetes emberi és területi veszteség drámaiságának erőteljes kifejezést ad az egymás mellé helyezett kompozíciók sötét-világos ritmusa. A művész nem az általában szokásos narratív közelítésmóddal dolgozza fel a témát, célja a történelmi tragédia nemzeten túli, világtörténelmi méretben történő szemlélete.
A Trianon Anzix számos ponton társítható a 2017-ben, a reformáció 500. évfordulójára rendezett Bálványok bukása / 50 rajz − 50 gondolat című kiállításhoz és annak kísérő kiadványához. A korábbi „fehér könyv” kiegészítő párdarabjaként jelenik majd meg 2020-ban a „fekete könyv”.
„A harcot mit őseink vívtak békévé oldja az emlékezés” − írja József Attila. Sárkány Győző ebben a szellemben alkotva nem a konkrét veszteségekre, hanem az emberi drámák közösségére, a történelmi igazságosság és igazságtalanság relativitására világít rá. Az egyes rajzokon tudatosan összemossa a történeti és az egyéni szféra elemeit, kihangsúlyozva megkerülhetetlen összefüggéseiket.
A mai ember szempontjából közelítve szemléli a történelmi drámát, melyet az elmúlt száz év alatt sokféleképpen értelmeztek és újragondoltak. Sárkány Győző a tragédia legbelső érzelmi magját, a számtalan variánsokban megnyilatkozó emberi lét és sors közösségében fedezi fel. A kompozíciókban előtűnő motívumok, szimbólumok, emblémák olykor konkrét utalásokként is értelmezhetők, de valójában a 100 grafika egyetlen, képekben megjelenő, összetartozó gondolatfüzér.
Sárkány Győző grafikusművész eddig mintegy 307 csoportos és 23 egyéni kiállításon szerepelt.
Munkásságáért 2012-ben Érdemes Művész kitüntetésben részesült, 2015-ben közösségi munkájáért a Magyar Érdemrend Lovagkeresztjével, 2025-ben Kíváló Művész kitüntetéssel jutalmazták.

## Tagságok
- 1982–1999 – Művészeti Alap, képgrafikus tag
- 1981–1986 – Fiatal Képzőművészek Stúdiója, tag
- 1992 – Magyar Grafikusművészek Szövetsége, alapító tag
- 1993 – Magyar Művészkönyvalkotók Társasága, alapító tag
- 1994 – Magyar Illusztrátorok Társasága, alapító tag és elnök
- 1995 – Magyar Papírművészek Társasága, alapító tag
- 1996 – Magyar Képző- és Iparművészeti Társaságok Szövetsége, alapító tag és alelnök
- 1996 – Olasz Illusztrátorok Szövetsége, tag
- 1997 – HUNGART Egyesület, alapító tag
- 1998–2008 – Szerzői Jogi Szakértő Testület, tag
- 1999 – Magyar Alkotóművészek Országos Egyesülete, képgrafikus tag
- 2000–2006 – Ferenczy Noémi-díj bizottság, tag
- 2001 – Magyar Alkotóművészek Országos Egyesülete, alelnök
- 2001 – Simsay Ildikó-díj bizottság, tag
- 2003 – HUNGART Egyesület, elnök
- 2004–2008 – NKA Iparművészeti Kollégiuma, kurátor
- 2009 – New York-i Illusztrátorok Szövetsége, tag
- 2014-2022 – MMA Köztestületi Tagok Képviselője

## Díjak, kitüntetések
- 1977 – Különdíj – Ki látott engem? – Ady kiállítás – Pataky Galéria, Budapest
- 1987 – SZOT-díj – Együtt a békéért kiállítás – Vigadó Galéria, Budapest
- 1989 – Nívódíj – Sillapaa: Hiltu és Ragnar – illusztráció
- 1991 – Oklevél – Brjuszov: Márványfejecske – illusztráció
- 1992 – I. díj – Scmuckler: Rekviem Theophilért – illusztráció
- 1992 – III. díj – Nemzetközi Ex Libris Biennále – Dürer Terem, Gyula
- 1993 – I. díj – Mohács 900 éves – Nemzetközi Kisgrafikai Pályázat
- 1993 – I. díj – Nemzetközi Ex Libris Biennále – Dürer Terem, Gyula
- 1993 – I. díj – Petőfi Képzőművészeti Pályázat – Kiskőrösi Képtár, Kiskőrös
- 1993 – Könyvterv-díj – Európa klasszikus regények-sorozat
- 1994 – I. díj – Rostand: A Sasfiók – illusztráció
- 1995 – Magyar Alkotóművészek Országos Egyesületének díja – Kortárs költészet, kortárs grafika – Kecskeméti Képtár, Kecskemét
- 1996 – Szép magyar könyv – illusztrációs díj
- 1997 – Ferenczy Noémi-díj
- 1999 – Év illusztrátora – Magyar IBBY-díj
- 2000 – Simsay Ildikó-díj
- 2002 – MGSZ-díj – Salgótarjáni Rajzbiennále
- 2012 – Érdemes művész
- 2015 – A Magyar Érdemrend lovagkeresztje
- 2018 – II. Hatvani Kisgrafikai Tárlat – bronz diploma
- 2023 – 42. Szegedi Nyári Tárlat – Reök palota, Szeged – minisztériumi díj
- 2025 – Kiváló művész

## Kiállítások

### Egyéni
- 1984 – Erzsébetvárosi Kisgaléria, Budapest
- 1985 – Lila Iskola Galéria, Budapest
- 1986 – Fényes Adolf Terem, Budapest
- 1986 – EGIS Gyógyszergyár, Budapest
- 1987 – Pataky Galéria, Budapest
- 1988 – Nagy Balogh János Kiállítóterem, Budapest
- 1988 – Magyar Sajtó Háza, Budapest
- 1991 – Polgármesteri Hivatal (Állandó kiállítás), Súr
- 1992 – Fiatal Művészek Klubja, Budapest
- 1992 – Magyar Nemzet Kisgalériája, Budapest
- 1993 – Csók István Galéria Grafikai és Érem Kabinet, Budapest
- 1994 – Magyar Nemzet Kisgalériája, Budapest
- 1998 – Nemzetközi Könyvvásár, Frankfurt (Németország)
- 1999 – Arte Fiera, Bologna (Olaszország)
- 2003 – Vigadó Galéria, Budapest
- 2008 – Monomentumok, Galéria IX, Budapest
- 2011 – Leporelló, Gaál Imre Galéria, Budapest
- 2017 – Bálványok bukása, Gaál Imre Galéria, Budapest
- 2020 – Trianon Anzix, A38 Hajó, Széphárom Közösségi Tér, Gaál Imre Galéria, Budapest
- 2020 – Köztes-Képek, Gaál Imre Galéria, Budapest
- 2022 – Végtelen színjáték – Gaál Imre Galéria, Budapest
- 2023 – Létidő – Reök Palota, Szeged

### Csoportos
- 1977 – Ki látott engem? – Ady kiállítás – Pataky Galéria, Budapest
- 1981 – Stúdió éves kiállítása – Ifjúsági Ház, Szeged
- 1982 – Hagyomány I. – Pataky Galéria, Budapest
- 1982 – Stúdió éves kiállítása – Műcsarnok, Budapest
- 1983 – Mindenféle realizmus – Tornyai János Múzeum, Hódmezővásárhely
- 1984 – 14. Tavaszi Tárlat – Nógrádi Sándor Művelődési Ház, Salgótarján
- 1984 – Stúdió kiállítás – Praha / Prága (Csehszlovákia)
- 1984 – Az Anyag – Fényes Adolf terem, Budapest
- 1985 – Országos kiállítás – Műcsarnok, Budapest
- 1985 – Stúdió éves kiállítása – Ernst Múzeum, Budapest
- 1985 – Kosztolányi kiállítás – Petőfi Irodalmi Múzeum, Budapest
- 1985 – 15. Tavaszi Tárlat – Nógrádi Sándor Művelődési Ház, Salgótarján
- 1985 – Stúdió kiállítás – Brno (Csehszlovákia)
- 1985 – I. Képzőművészeti Triennále – Lublin (Lengyelország)
- 1985 – Nemzetközi Kisgrafika – Łódź (Lengyelország)
- 1985 – Fiatalok a Békéért – Toruń (Lengyelország)
- 1985 – Mezőgazdaság a Képzőművészetben – Mezőgazdasági Múzeum, Budapest
- 1986 – 16. Tavaszi Tárlat – Nógrádi Sándor Művelődési Ház, Salgótarján
- 1986 – Stúdió éves kiállítása – Budapesti Történeti Múzeum, Budapest
- 1986 – 40 Alkotó év – Москва / Moszkva (Szovjetunió)
- 1987 – Intergrafik ’87 – Berlin (Németország)
- 1987 – Együtt a Békéért – Vigadó Galéria, Budapest
- 1987 – Stúdió kiállítás – Miskolci Galéria, Miskolc
- 1987 – IX. Balatoni Kisgrafikai Biennále – Tihanyi Múzeum, Tihany
- 1987 – V. Szolnoki Képzőművészeti Triennále – Szolnoki Galéria, Szolnok
- 1987 – Stúdió kiállítás – Iparterv, Budapest
- 1987 – 34. Őszi Tárlat – Tornyai János Múzeum, Hódmezővásárhely
- 1988 – 18. Tavaszi Tárlat – Nógrádi Sándor Művelődési Ház, Salgótarján
- 1988 – II. Képzőművészeti Triennále – Lublin (Lengyelország)
- 1988 – IV. Országos Rajzbiennále – Nógrádi Sándor Művelődési Ház, Salgótarján
- 1988 – Hungartexpo – Budapesti Vásárközpont, Budapest
- 1988 – 35. Őszi Tárlat – Tornyai János Múzeum, Hódmezővásárhely
- 1989 – 36. Őszi Tárlat – Tornyai János Múzeum, Hódmezővásárhely
- 1990 – 20. Tavaszi Tárlat – Nógrádi Történeti Múzeum, Salgótarján
- 1990 – Kölcsey kiállítás – Petőfi Irodalmi Múzeum, Budapest
- 1990 – Mezőgazdaság a Képzőművészetben – Mezőgazdasági Múzeum, Budapest
- 1990 – 37. Őszi Tárlat – Tornyai János Múzeum, Hódmezővásárhely
- 1991 – Vöröskereszt kiállítás – Forum Hotel, Budapest
- 1991 – 38. Őszi Tárlat– Tornyai János Múzeum, Hódmezővásárhely
- 1991 – Kiállítás az Európai Iskola tiszteletére – Írók Boltja, Budapest
- 1992 – Grafikai műtermek ’92 – Csók István Galéria, Budapest
- 1992 – VI. Országos Rajzbiennále – Nógrádi Történeti Múzeum, Salgótarján
- 1992 – Kisgrafikai Biennále – Újpest Galéria, Budapest
- 1992 – Nemzetközi Ex Libris Biennále – Dürer Terem, Gyula
- 1992 – Képzőművész Szövetség kiállítása – Orosz Kulturális Központ, Budapest
- 1992 – A Magyar Nemzetben publikáló képzőművészek kiállítása – Operaház Vörös Szalon, Budapest
- 1993 – Életünk tárgyai, tárgyaink csendéletei – Budatétényi Galéria, Budapest
- 1993 – Európai Grafika – Glinde (Németország)
- 1993 – XII. Debreceni Országos Nyári Tárlat – Kölcsey Művelődési Központ, Debrecen
- 1993 – I. Országos Pasztell Biennále – Balassa Múzeum, Keresztény Múzeum, Esztergom
- 1993 – 40. Őszi Tárlat – Tornyai János Múzeum, Hódmezővásárhely
- 1993 – Ex Libris Biennále – Dürer Terem, Gyula
- 1993 – Mohács 900 éves – Nemzetközi Kisgrafika kiállítás – Kossuth Filmszínház kiállítóterme, Mohács
- 1993 – XVII. Országos Grafikai Biennále – Miskolci Galéria, Miskolc
- 1993 – Ecce Homo – Országos Képző- és Iparművészeti Pályázat – Kecskeméti Képtár, Kecskemét
- 1993 – Petőfi Képzőművészeti Pályázat – Kiskőrösi Képtár, Kiskőrös
- 1993 – Magyar Grafikai Alapítvány Gyűjtemény – Újpest Galéria, Budapest
- 1994 – Budapest Art Expo 4. – Budapesti Vásárközpont, Budapest
- 1994 – Tavaszi Tárlat ’94 – Petőfi Csarnok, Budapest
- 1994 – Nemzetközi Könyvfesztivál – Kongresszusi Központ, Budapest
- 1994 – Tervezőgrafikai Biennále – Munkácsy Mihály Múzeum, Békéscsaba
- 1994 – I. Országos Színesnyomat Grafikai Kiállítás – Művészetek Háza, Szekszárd
- 1994 – Piranesi Budapesten – Szépművészeti Múzeum, Budapest
- 1994 – XIV. Országos Akvarell Biennále – Dobó István Vármúzeum, Eger
- 1994 – Mai Magyar Grafika – Képzőművészek Kiállítóterme, Bratislava / Pozsony (Szlovákia)
- 1994 – Magyar Könyvtárgyak – Magyar Intézet, Paris / Párizs (Franciaország)
- 1995 – Magyar Könyvtárgyak – Magyar Intézet, Praha / Prága (Csehország)
- 1995 – Magyar Illusztrátorok Társaságának bemutatkozó kiállítása – Csontváry Terem, Budapest
- 1995 – Magyar Kortárs Illusztrációk – Feltrinelli Nemzetközi Könyvesbolt, Bologna (Olaszország)
- 1995 – II. Nemzetközi Könyvfesztivál – Kongresszusi Központ, Budapest
- 1995 – 28. Szegedi Tárlat – Móra Ferenc Múzeum, Szeged
- 1995 – Vallomások a vonalról – Vigadó Galéria, Budapest
- 1995 – VII. Budapesti Nemzetközi Könyvkiállítás – Országos Széchényi Könyvtár, Budapest
- 1995 – Kortárs költészet, kortárs grafika – Kecskeméti Képtár, Kecskemét
- 1995 – Mezőgazdaság a Képzőművészetben – Mezőgazdasági Múzeum, Budapest
- 1995 – Nemzetközi Ex Libris Biennále – Dürer Terem, Gyula
- 1996 – XVII. Országos Grafikai Biennále – Miskolc Galéria, Miskolc
- 1996 – Könyvtárgyak – Operaház Vörös Szalon, Budapest
- 1996 – III. Nemzetközi Könyvfesztivál – Kongresszusi Központ, Budapest
- 1996 – Magyar Illusztrációk – Magyar Intézet, Berlin (Németország)
- 1996 – Magyar Illusztrátorok Társasága Kiállítás – Miskolc
- 1996 – Magyar Illusztrátorok Társaságának kiállítása – Tavaszi Fesztivál, Budrio (Olaszország)
- 1996 – Magyar-Olasz Kortárs Illusztráció – Vigadó Galéria, Budapest
- 1997 – IV. Nemzetközi Könyvfesztivál – Kongresszusi Központ, Budapest
- 1997 – Nemzetközi Könyvvásár – Magyar Nemzeti Stand, Frankfurt (Németország)
- 1997 – XVI. Illusztrációs Biennále – Bratislava / Pozsony (Szlovákia)
- 1997 – Kortárs költészet, kortárs grafika – Kecskeméti Képtár, Kecskemét
- 1998 – V. Nemzetközi Könyvfesztivál – Kongresszusi Központ, Budapest
- 1998 – Kortárs Magyar Illusztráció – Dunaszerdahely / Dunajská Streda (Szlovákia)
- 1998 – Belső rajz – Nádor Galéria, Budapest
- 1998 – Művészkönyvek – Ecriture, Paris / Párizs (Franciaország)
- 1998 – Magyar Illusztráció – ”篊 / Tajpej (Kínai Köztársaság)
- 1998 – Kultúránk jelei zászlókon – Szín-folt Galéria, Budapest
- 1998 – Művészeti díjazottak kiállítása – Olof Palme Ház, Budapest
- 1999 – VI. Nemzetközi Könyvfesztivál – Kongresszusi Központ, Budapest
- 1999 – Víz-ár, Víz-zár – Kortárs Képzőművészeti kiállítás – Vasarely Múzeum, Budapest
- 1999 – XVII. Nemzetközi Illusztrációs Biennále – Bratislava / Pozsony (Szlovákia)
- 1999 – Nemzetközi Könyvvásár – Ex Libris kiállítás – Magyar Nemzeti Stand, Frankfurt (Németország)
- 1999 – Nemzetközi Könyvvásár – Kortárs Magyar Illusztráció – Német Illusztrációs pont, Frankfurt (Németország)
- 1999 – Szék-Mű – Nádor Galéria, Budapest
- 1999 – Színes rajz – Nádor Galéria, Budapest
- 2001 – XVIII. Nemzetközi Illusztrációs Biennále – Bratislava / Pozsony (Szlovákia)
- 2003 – XIX. Nemzetközi Illusztrációs Biennále – Bratislava / Pozsony (Szlovákia)
- 2005 – Képző- és Iparművészek Szövetségének kiállítása – Táncszínház, Budapest
- 2005 – XII. Nemzetközi Könyvfesztivál – Kongresszusi Központ, Budapest
- 2005 – XX. Nemzetközi Illusztrációs Biennále – Bratislava / Pozsony (Szlovákia)
- 2006 – Sakk–Matt – Nádor Galéria, Budapest
- 2006 – Arte Fiera 43. – Magyarország Nyitott Könyv (Díszvendégség) – Bologna (Olaszország)
- 2006 – XIII. Nemzetközi Könyvfesztivál – Kongresszusi Központ, Budapest
- 2006 – Magyarország Nyitott Könyv – Bank Sparkasse, Essen (Németország)
- 2007 – Magyar Illusztrátorok Társasága – Római Magyar Intézet, Roma / Róma (Olaszország)
- 2007 – Magyarország Nyitott Könyv – Művelődési Ház, Tatabánya
- 2007 – Arte Fiera 44. – Bologna (Olaszország)
- 2007 – XIV. Nemzetközi Könyvfesztivál – Millenáris – Csiga Galéria, Budapest
- 2007 – XXI. Nemzetközi Illusztrációs Biennále – Bratislava / Pozsony (Szlovákia)
- 2008 – MIT kiállítás – Művészetek Palotája, Budapest
- 2008 – Arte Fiera 45. – Bologna (Olaszország)
- 2008 – XV. Nemzetközi Könyvfesztivál – Millenáris – Csiga Galéria, Budapest
- 2009 – MIT kiállítás – Kortárs Galéria, Tatabánya
- 2009 – Képző- és Iparművészek Szövetségének kiállítása – Táncszínház, Budapest
- 2009 – Arte Fiera 46. – Bologna (Olaszország)
- 2009 – XVI. Nemzetközi Könyvfesztivál – Millenáris – Csiga Galéria, Budapest
- 2009 – XXII. Nemzetközi Illusztrációs Biennále – Bratislava / Pozsony (Szlovákia)
- 2010 – Arte Fiera 47. – Bologna (Olaszország)
- 2010 – XVII. Nemzetközi Könyvfesztivál – Millenáris – Csiga Galéria, Budapest
- 2010 – Génmanipuláció – Nádor Galéria, Budapest
- 2011 – Arte Fiera 48. – Bologna (Olaszország)
- 2011 – XVIII. Nemzetközi Könyvfesztivál – Millenáris – Csiga Galéria, Budapest
- 2011 – XXIII. Nemzetközi Illusztrációs Biennále – Bratislava / Pozsony (Szlovákia)
- 2012 – MIT kiállítás – Gaál Imre Galéria, Budapest
- 2012 – Arte Fiera 49. – Bologna (Olaszország)
- 2012 – XIX. Nemzetközi Könyvfesztivál – Millenáris – Csiga Galéria, Budapest
- 2013 – Arte Fiera 50. – Bologna (Olaszország)
- 2013 – Állatok az illusztrációban – MIT kiállítás – XX. Nemzetközi Könyvfesztivál – Millenáris, Budapest
- 2013 – Kapcsolat – MAOE meghívásos kiállítás – Kortárs Magyar Galéria, Dunaszerdahely / Dunajská Streda (Szlovákia)
- 2013 – Vízalatti tárlat – MAOE meghívásos kiállítás – V8 Városi Uszoda, Szentendre
- 2014 – Építészet az illusztrációban – MIT kiállítás – XXI. Nemzetközi Könyvfesztivál – Millenáris, Budapest
- 2014 – Labirintus – MAOE szalon jellegű kiállítás – MűvészetMalom, Szentendre
- 2014 – Tematikus illusztrációs kiállítások – Gaál Imre Galéria, Budapest
- 2015 – Változatok az illusztrációban – MIT kiállítás – XXII. Nemzetközi Könyvfesztivál – Millenáris, Budapest
- 2015 – Harmónia – MAOE szalon jellegű kiállítás – MűvészetMalom, Szentendre
- 2015 – Szülőföld – MAOE meghívásos kiállítás – Kortárs Magyar Galéria, Dunaszerdahely / Dunajská Streda (Szlovákia)
- 2016 – MIT kiállítás – XXIII. Nemzetközi Könyvfesztivál – Millenáris, Budapest
- 2016 – Örök érték az illusztrációban – MIT kiállítás – Gaál Imre Galéria, Budapest
- 2016 – Utak – MAOE meghívásos kiállítás – Kortárs Magyar Galéria, Dunaszerdahely / Dunajská Streda (Szlovákia)
- 2017 – Káosz és rend – MAOE szalon jellegű kiállítás – Reök-palota, Szeged
- 2017 – KAPU – MAOE Képzőművészeti Tagozatának kiállítása, MANK Galéria, Szentendre
- 2018 – Keresztmetszet / Válogatás a MAOE szegedi Reök Palotában bemutatott, Káosz és Rend c. kiállításának anyagából, Gaál Imre Galéria, Budapest
- 2018 – Család – MAOE meghívásos kiállítás – Kortárs Magyar Galéria, Dunaszerdahely / Dunajská Streda (Szlovákia)
- 2018 – II. Hatvani Kisgrafikai Tárlat, Hatvani Galéria, Hatvan
- 2019 – Ihlet – MAOE meghívásos kiállítás – Kortárs Magyar Galéria, Dunaszerdahely / Dunajská Streda (Szlovákia)
- 2019 – Dimenziók – MAOE szalon jellegű kiállítás – Reök-palota, Szeged
- 2020 – 51. online Tavaszi Tárlat, Gaál Imre Galéria, Budapest
- 2020 – Változások – MAOE meghívásos kiállítás – Kortárs Magyar Galéria, Dunaszerdahely / Dunajská Streda (Szlovákia)
- 2021 – 40. online Szegedi Nyári Tárlat, Reök-palota, Szeged
- 2021 – Találkozások – MAOE szabadtéri installáció – Reök-palota, Szeged
- 2021 – Találkozások – MAOE szabadtéri installáció – Hősök tere, Budapest
- 2021 – Horizont – MAOE szalon jellegű kiállítás – Reök-palota, Szeged
- 2021 – Dante univerzuma – MAOE meghívásos kiállítás – Kortárs Magyar Galéria, Dunaszerdahely / Dunajská Streda (Szlovákia)
- 2022 – 41. Szegedi Nyári Tárlat – Reök palota, Szeged
- 2022 – Mikrokozmosz – MAOE meghívásos kiállítás – Kortárs Magyar Galéria, Dunaszerdahely, MANK Galéria, Szentendre
- 2023 – 42. Szegedi Nyári Tárlat – Reök palota, Szeged

## Munkák közgyűjteményekben
- Dürer Társaság, Gyula
- Hadtörténeti Múzeum, Budapest
- Kisgrafikai Gyűjtemény, Mohács
- Magyar Nemzet Galéria, Budapest
- Művelődési Minisztérium
- Nemzetközi Kisgrafikai Gyűjtemény, Łódź (Lengyelország)
- Országos Széchényi Könyvtár, Budapest
- Polgármesteri Hivatal, Súr – állandó kiállítás
- Siemens Művek, Budapest
- Pesterzsébeti Múzeum, Budapest

## Bibliográfia
- Bosnyák Sándor: Előszó in: Kiállítási katalógus, Erzsébetvárosi Kisgaléria, Budapest, 1984
- Bosnyák Sándor: Interjú Sárkány Győzővel, Mozgó Világ 1984. augusztus
- Vajda Kornél: Bemutatjuk Sárkány Győző grafikáit, Könyvtáros 1986. szeptember
- Dr. Chikán Bálint: Előszó in: Kiállítási katalógus, Fényes Adolf Terem, Budapest, 1986
- Vadas József: Miniatűrök, Élet és Irodalom 1986. október 31.
- Szerényi Gábor: Sárkány Győző grafikái, EGIS Hírlap 1986. november 18.
- SÁRKÖZI Zoltán Előszó in: Kiállítási katalógus, Pataky Galéria, Budapest, 1987
- Szerényi Gábor: Sárkányrajzok, Staféta 1987. április
- Szerényi Gábor: Bemutatjuk Sárkány Győző grafikáit, Élet és Irodalom 1988. február 19.
- Frank János: Bemutatjuk Sárkány Győző grafikáit, Élet és Irodalom 1990. május 4.
- Frank János: A Sárkányok, Élet és Irodalom 1992. január 24.
- Forgács Iván: Könyvszemle. Márványfejecske, Népszabadság 1990. május 29.
- Haraszti Mihály: Kiállítás-megnyitó, kézirat, Polgármesteri Hivatal, Súr, 1990
- Dr. Chikán Bálint: Sárkány Győző, Magyar Hírlap Kulturális Magazin 1991. március 30.
- Miklósi Imre: Sárkány Győző, az illusztrátor, Élet és Irodalom 1991. július 26.
- Borbás Mária – MIKLÓS Imre: 1991. Mozart-év, Élet és Irodalom 1991. november 8.
- Fekete Judit: „Vállalom a sokféleséget” – interjú Sárkány Győzővel, Magyar Nemzet 1993. október 18.
- Lőcsei Gabriella: Megtört szárnyak. Rostand Sasfiókja új kiadásban, Magyar Nemzet 1993. december 9.
- Dr. Arató Antal: Bemutatjuk Sárkány Győzőt, Kisgrafika 1994/1.
- Molnár György: Néhány sor Sárkány Győző grafikái ürügyén, Kisgrafika 1994/1.
- Shultz Sándor: Proteusz Sárkány. Beszélgetés Sárkány Győző grafikussal, Új könyvpiac 1995. március
- Lóska Lajos: A grafikus Proteusz – Sárkány Győző rajzaihoz, Élet és Irodalom 1995. november 24.
- Wehner Tibor: Könyv, művészet, könyvművészet. Beszélgetés Sárkány Győző grafikusművésszel, Új Forrás 1996. január
- Kováts Albert: Kicsoda Sárkány Győző?, Élet és Irodalom 1997. április 25.
- Feledy Balázs: Kitüntetettek ’98. – Sárkány Győző grafikusművész, illusztrátor. Ferenczy Noémi-díj, Magyar Iparművészet 1998/4.
- Szemadám György: Sárkány Győző rajzai mellé, Élet és Irodalom 1999. április 9.
- D. Udvary Ildikó: Relativitáselmélet – Sárkány Győző legújabb művei ürügyén, Élet és Irodalom 2001. január 19.
- Hemrik László: A maszkmester, Élet és Irodalom 2002. május 3.
- Szeifert Judit: Szemtől szemben. Sárkány Győző Maszk-sorozatáról, Art Limes 2006/4-2007/1.
- Szeifert Judit: Monomentumok. Sárkány Győző maszk- és monolit-sorozatai in: Sárkány Győző, katalógus, Budapest, 2008
- Gaál József: Testmaszkok, avagy rajzos széljegyzetek a libidó szellemében Sárkány Győző rajzairól, Élet és Irodalom 2008. február 1.
- P. Szabó Ernő: Elfedni és megmutatni – Sárkány Győző rajzai a budapesti Galéria IX-ben, Magyar Nemzet 2008. február 2.
- P. Szabó Ernő: Monomentumok – Sárkány Győző rajzai a budapesti Galéria IX-ben, Új Művészet 2008. március
- Sinkó István: Klimt és Ensor a maszkabálon – Sárkány Győző rajzaihoz, Élet és Irodalom 2010. augusztus 27.
- D. Udvary Ildikó: Arcvonások – Sárkány Győző rajzairól, Élet és Irodalom 2011. június 10.
- D. Udvary Ildikó: Leporelló – Sárkány Győző kiállítása, Gaál Imre Galéria, Új Művészet 2011/7.
- P. Szabó Ernő: A leporelló titkokat rejtő lapjai, Magyar Nemzet 2011. július 14.
- Tarnóczi László: A nagy időutazó, Print Publishing 131/2012
- Szeifert Judit: Contemplatio activa. Sárkány Győző rajzaihoz, Élet és Irodalom 2013. június 21.
- Szeifert Judit: Művészetlabirintus ösvényei. Sárkány Győző grafikái, Élet és Irodalom 2015. június 25.
- Medveczky Attila: Az illusztráció nem a szöveg kiszolgálója, Magyar Fórum 2016. szeptember
- Hemrik László: Ideák-odaát. Sárkány Győző munkáihoz, Élet és Irodalom 2016. szeptember 16.
- Szeifert Judit: Bálványok tündöklése és bukása, Sárkány Győző grafikai apokalipszise a reformáció 500 éves évofrdulója idején, könyv tanulmány, 2017. november 8.
- Cs. Tóth János: Bálványok bukása, 500 éves a reformáció, 50 rajz – 50 gondolat, Bárka online, 2017. november 16.
- Szakolczay Lajos: Sárkány Győző – Bálványok bukása, 500 éves a reformáció, 50 rajz – 50 gondolat, Agria Folyóirat, 2018. ősz
- D. Udvary Ildikó: Bálványok bukása, 50 kép – 50 gondolat, Sárkány Győző grafikusművész kiállítása a Gaál Imre Galériában, Új Művészet, 2018. január
- Feledy Balázs: Bálványok bukása, Sárkány Győző és a reformáció, Magyar Krónika, 2018. január
- D. Udvary Ildikó: Trianon anzix, Sárkány Győző szubjektív kozmológiája, könyv tanulmány, 2020. június 4.
- Szerényi Gábor: Trianon anzix 100 mondatban – Az igazságtétel ígérete Sárkány Győző mitikus víziójában, Trianon anzix könyv, 2020. június 4.
- Szeifert Judit: Idővonal rajzok, Sárkány Győző Trianon anzix sorozata, Új Művészet, 2020. június
- Bonczidai Éva: Bemutatjuk Sárkány Győzőt, Előretolt helyőrség, 2020. július 25.
- Ditzendy Attila: Száz rajz, száz mondat, Sárkány Győző tárlata egyedülálló megemlékezés Trianonról, Magyar Nemzet, 2020. június 8.
- D. Udvary Ildikó: Köztes képek Sárkány Győző grafikáiról, Sárkány Győző grafikusművész kiállítása a Gaál Imre Galériában, Új Művészet, 2020. december
- Feledy Balázs: Sárkány Győző, Trianon anzix riport, Demokrata, 2020. július 1.
- Nátyi Róbert: Misztikus vízió, Élet és irodalom, 2021. december 9.
- Pál József: Sárkány Győző Dante-élményéről, könyv bevezető, 2022. január
- D. Udvary Ildikó: Végtelen színjáték, könyv bevezető, 2022. január
- Nátyi Róbert: Neverending Story, könyv bevezető, 2022. január
- D. Udvary Ildikó: Végtelen színjáték, Sárkány Győző grafikusművész kiállítása a Gaál Imre Galériában, Új Művészet, 2022. március
- D. Udvary Ildikó: Végtelen arcjáték, Sárkány Győző legújabb munkáihoz, Élet és Irodalom, 2022. július 15.
- Nátyi Róbert: Apokaliptikus algoritmus, Élet és Irodalom, 2023. március 31.
- Szeifert Judit: Téridő, Idősíkok és térszemlélet Sárkány Győző művészetében, Új Művészet, 2023. október
- Nátyi Róbert: Létidő, Folyamat örök változásban (in aeterna mutatione). Sárkány Győző művészetéről, könyv tanulmány, 2023. október

## Források

Bálványok bukása / 500 éves a reformáció / 50 rajz − 50 gondolat, 2017
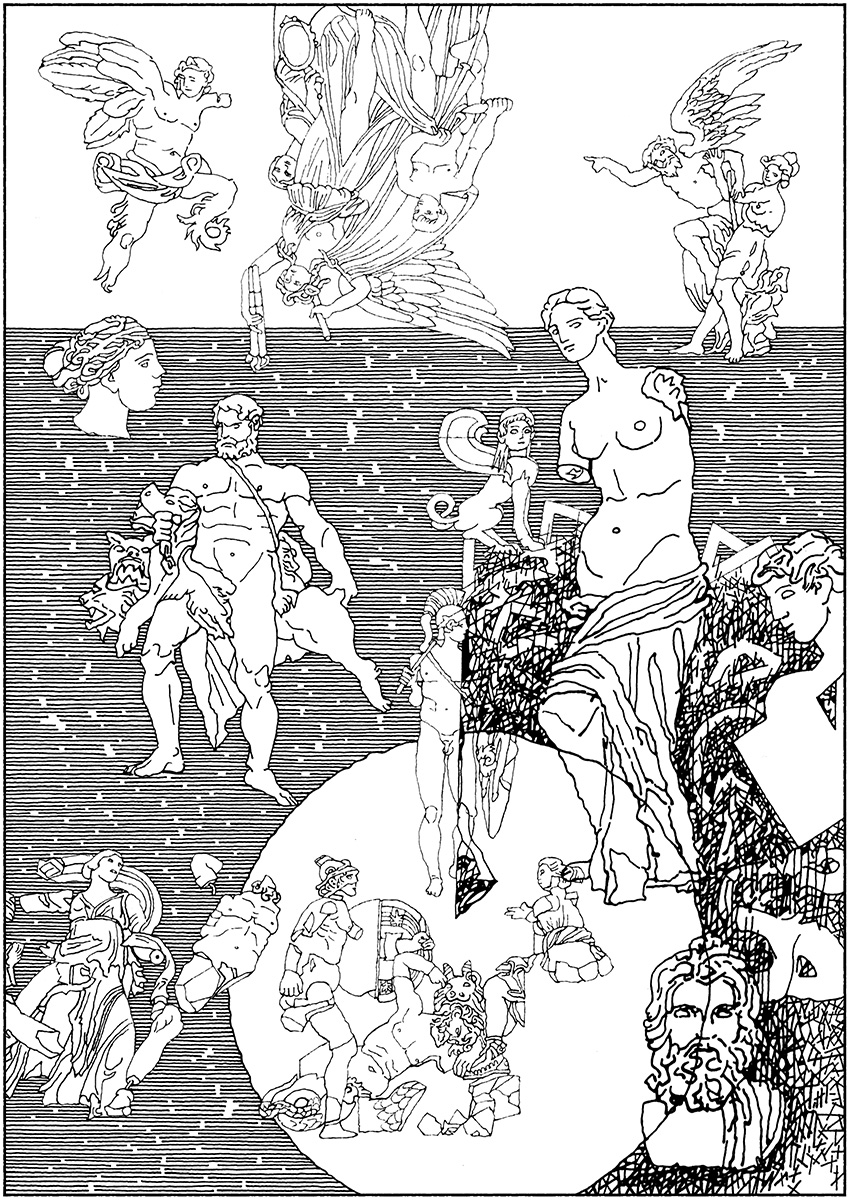
Bálványok bukása IX.
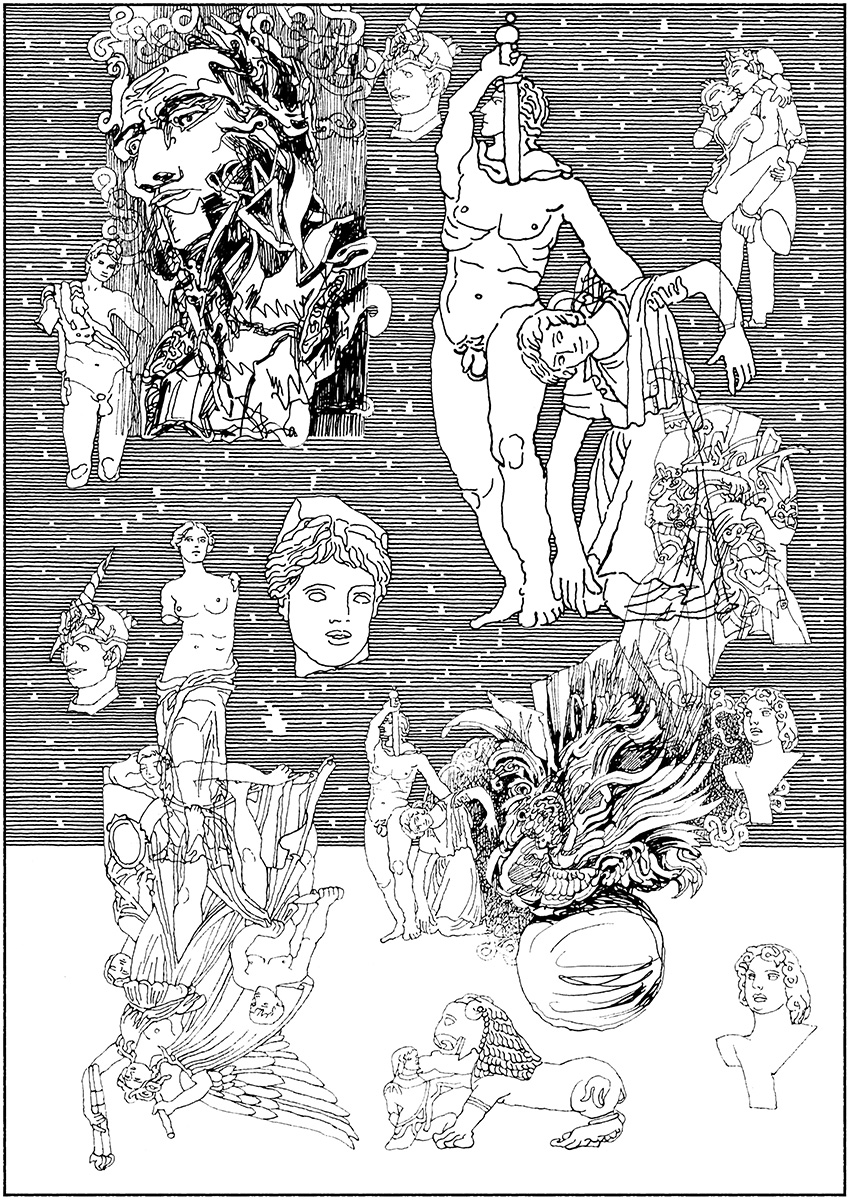
Bálványok bukása X.
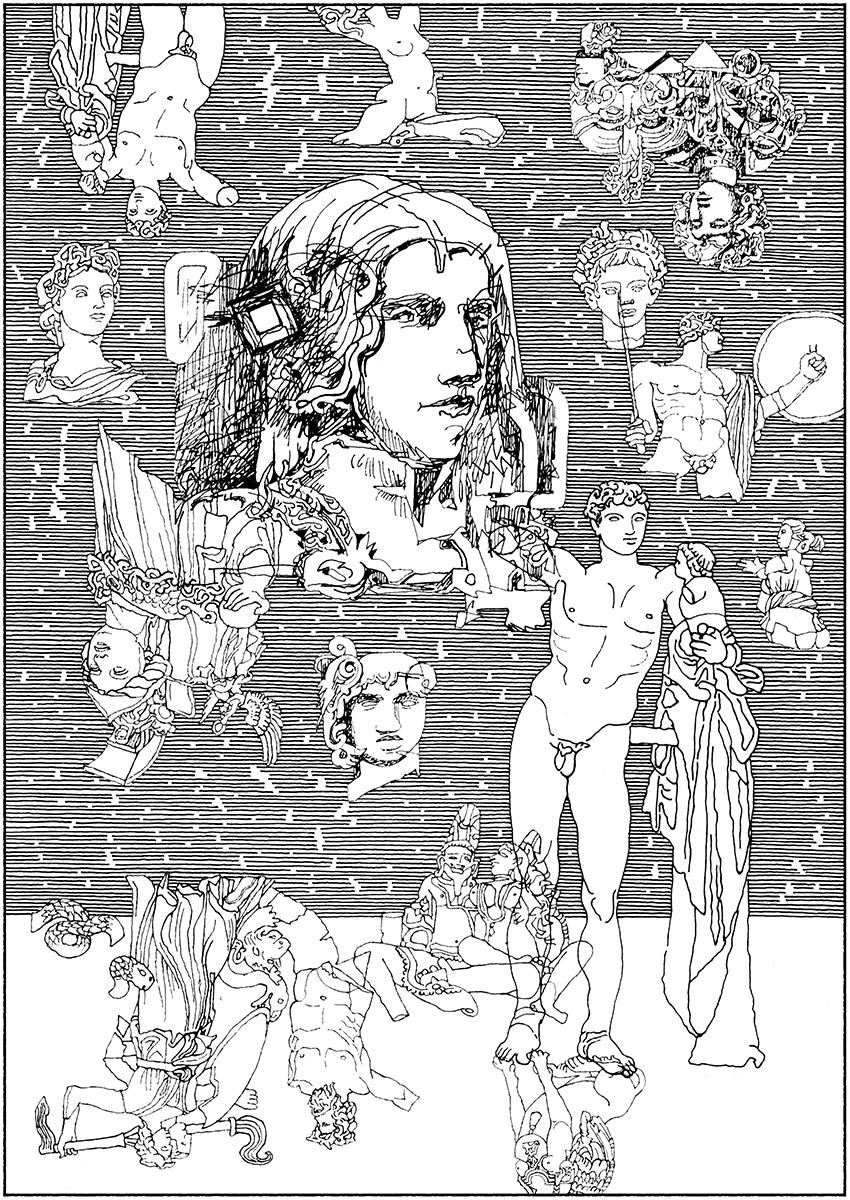
Bálványok bukása XIV.
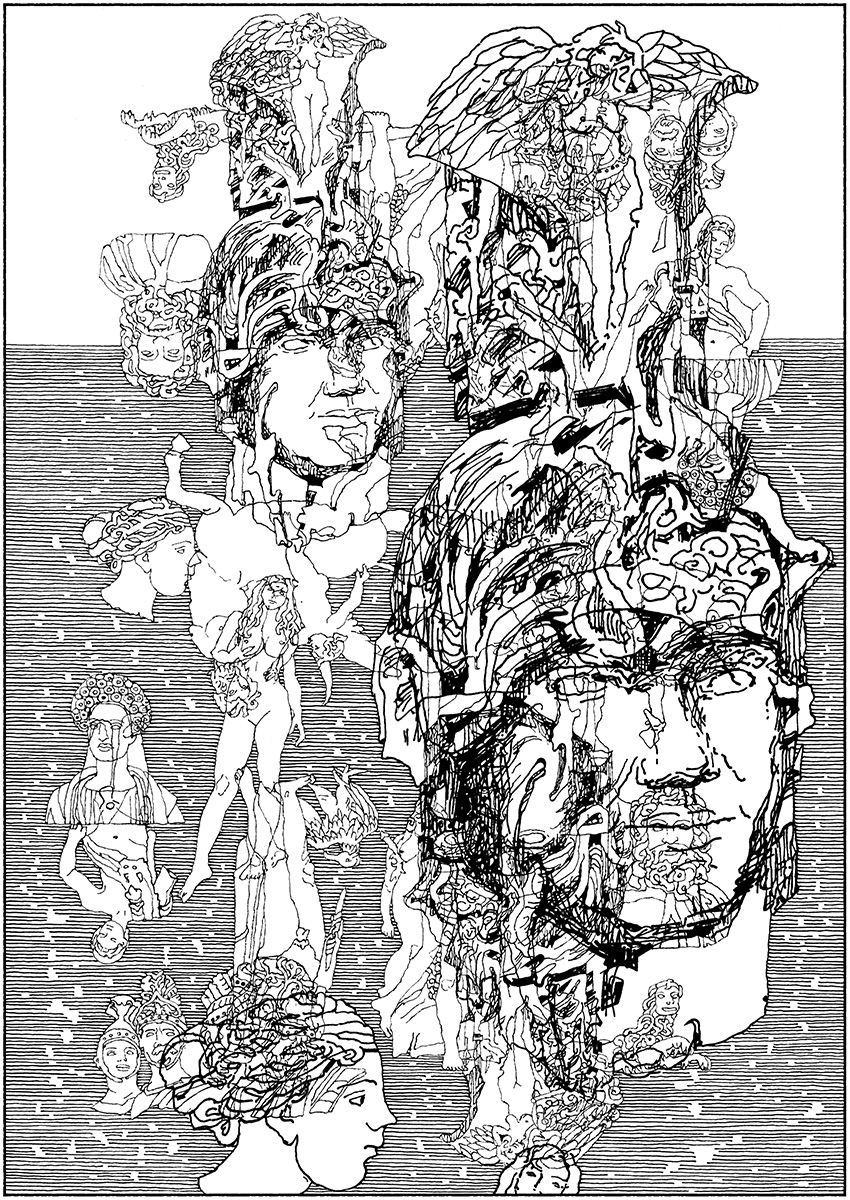
Bálványok bukása XXVII.
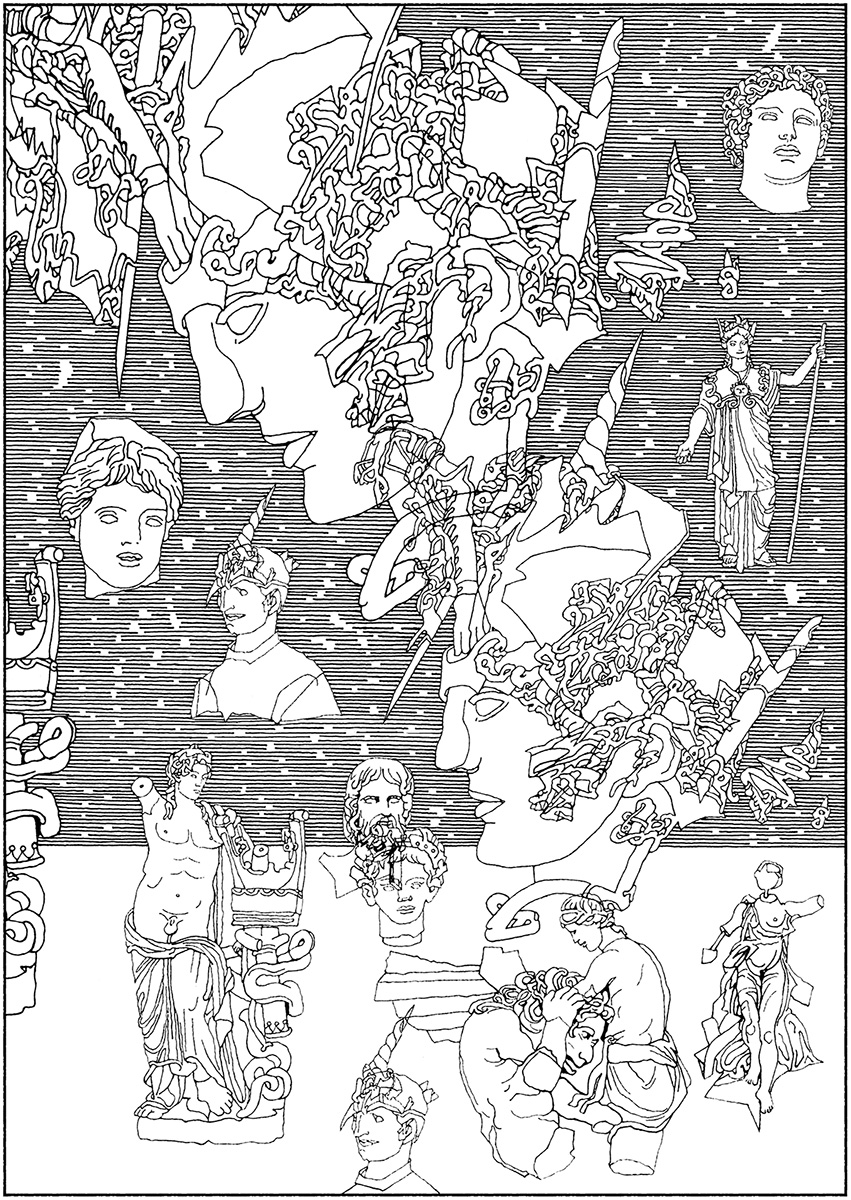
Bálványok bukása XXIII.